# 桑葚蛹笔螺
桑葚蛹笔螺（学名：Pusia consanguinea），是新腹足目蛹笔螺科Pusia属的一种。主要分布于越南、台湾，常栖息在潮间带岩礁。